# Charles Colson
Charles Wendell "Chuck" Colson (Boston, Massachusetts; 1931. október 16. – Falls Church, Virginia; 2012. április 21.) amerikai ügyvéd és politikus (Republikánus Párt). 1969 és 1973 között Richard Nixon amerikai elnök főtanácsadója, egyike volt annak a hét elnöki tanácsadónak, akiket a Watergate-ügy miatt börtönbüntetésre ítéltek.

## Élete

### Tanulmányok, család
Colson Bostonban nőtt fel, a Brown Egyetemen és a George Washington Egyetemen szerzett kitüntetéses jogi diplomát. 1953 és 1955 között a tengerészgyalogságnál szolgált. Megnősült, négy gyermeke született.
1969 novemberében kinevezték az elnök különleges PR tanácsadójává (Special Counsel to the President for Public Liaison), ezt a tisztséget 1973 márciusáig töltötte be. Megkérdőjelezhetetlen volt az elnök iránti lojalitása, Nixon elnök elképzeléseinek következetes "végrehajtójaként" tartották számon, az elnök mindig számíthatott Colson feltétlen támogatására.

### Watergate-ügy
Amikor a Watergate-ügy során letartóztatás előtt állt, egy barátjától megkapta C. S. Lewis Keresztény vagyok című könyvét, amely önéletrajza szerint hívő kereszténnyé változtatta. Az Egyesült Államok különböző napilapjaiban, valamint olyan magazinokban, mint a Newsweek és a Time, karikatúrákban gúnyolták ki megtérését, cinikus lépésnek titulálva azt, mellyel egyetlen célja van, mégpedig az, hogy csökkentsék a büntetését.
1974 júniusában, a Watergate-ügy nyomozása során Leon Jaworskival, a Watergate különleges ügyészével és Gerhard Gesellel, a Watergate-per bírójával folytatott többnapos tárgyalást követően Colson bűnösnek vallotta magát az igazságszolgáltatás akadályozásában, mivel a tárgyalást megelőzően avval a rágalmazással élt, miszerint megpróbálták az esküdtszéket ellene befolyásolni.
Többen azt várták, hogy ezután a Nixon elleni vád koronatanúja lesz, amit amúgy a megtérése is kell, hogy motiváljon, amennyiben az őszinte volt. Azonban Colson nem volt hajlandó Nixon ellen vallani, így 1974. június 21-én egytől három évig terjedő szabadságvesztésre ítélték, és 5000 dollár pénzbírsággal sújtották. Mellékbüntetésként Washington D.C.-ben kizárták az ügyvédi kamarából, és kilátásba helyezték, hogy a virginiai és massachusettsi ügyvédi engedélyét is felfüggesztik. Colson büntetése nagy részét az alabamai Maxwell büntetés-végrehajtási intézetben töltötte le, 1975 januárjában szabadult a börtönből, a Watergate-ügy elítéltjei közül csak Gordon Liddy büntetése volt hosszabb az övénél.

### Prison Fellowship

#### Országos börtönmisszió
Szabadulása után Colson megalapította a Prison Fellowship nonprofit szervezetet, melynek célja a börtönben raboskodók, volt rabok és családjaik lelki, erkölcsi, szociális és fizikai jólétéről való gondoskodás volt. A szervezeten keresztül 1300 program fut az Egyesült Államok büntetés-végrehajtási intézeteiben, 7700 egyházzal és 14 000 önkéntessel dolgoznak együtt. A Prison Fellowship 110 országban tevékenykedik. Colsonnak és szervezetének tulajdonították a lányát következetesen védő, s emiatt törvénytsértő, Elizabeth Morgan börtönből való szabadulását, mely országos visszhangot keltett.
Sikerei közé tartozott olyan, a keresztény hitre épülő büntetés-végrehajtási intézetek létrehozása, amelyekben a rabok kérvényezhették a nekik megfelelőbb börtönbe való áthelyezésüket. A Prison Fellowship számos olyan televíziós csatornát működtet, amelyek az evangéliumi protestantizmus szemszögéből foglalkoznak aktuális ügyek sorsdöntő kérdéseivel. A nonprofit szervezet több mint 20 kiadványt jelentet meg, az ezek szerzői jogdíjából származó bevételt az alapítvány kapja meg.

#### Budapest – Moszkva
Az 1990-es évek elején, Colson, börtönmisszióját ki akarta terjeszteni a volt kommunista országokra és a (széthullása előtti utolsó pillanatait élő) Szovjetunióra is, ahol korábban, 1972-ben már járt elnöki főtanácsadói beosztásában. Akkor, a már az atombomba bevetésén gondolkodó, Nixon megbízásából tárgyalt Brezsnyevékkel.
Moszkvai útja előtt, 1991. július 30-án,  Németh Géza, lelkész, Roszik Gábor, országgyűlési képviselő és Szabó Mihály meghívására, a Prison Fellowship elnöksége élén, elsőként Budapestet kereste fel. A küldöttséget Isépy Tamás,  igazságügyi államtitkár fogadta az Országházban, előtte felkeresték a Kozma utcai börtönt, ahol elítéltekkel találkoztak.

#### Nyílt levél az elnökhöz

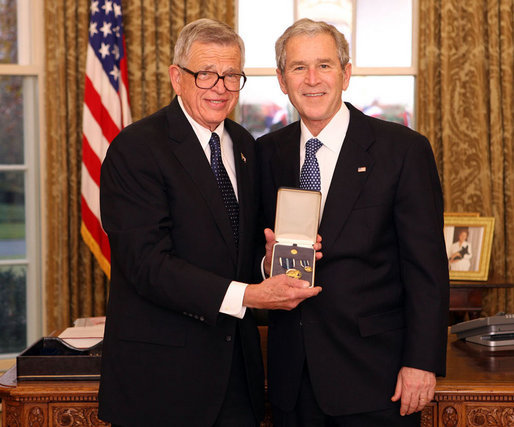
George W. Bush elnökkel 2008-as kitüntetése után az Ovális Irodában

2002 októberében Colson, más prominens amerikai evangéliumi vezetőkkel együtt, aláírt egy George W. Bush elnöknek címzett nyílt levelet (Land letter), amelyben az iraki megelőző invázió, mint egy igaz ügyért folytatott harc, mellett érvelt.

## Halála
2012 áprilisában agyvérzésben halt meg.

## Bibliográfia
Colson önálló publikációinak és társszerzőségeinek hosszú a listája, köztük található több mint 30 könyv, amelyek az 5 milliót is meghaladó példányszámban fogytak el. Ezen túl számos más könyvhöz is írt előszót.
- Born Again. The true story of Charles Colson. Hodder and Stoughton, London/Sydney/Auckland/Toronto, 1980
- Urteil: Lebenslänglich (Original: Life sentence.) 2. Auflage, Hänssler, Neuhausen-Stuttgart, 1981, ISBN 3-7751-0530-1
- Den Frieden Gottes leben. Die Herausforderung (Original: Loving God.) Hänssler, Neuhausen-Stuttgart, 1985, ISBN 3-7751-0973-0
- Der Berater. Die Machenschaften der Mächtigen. 4. Auflage (Original: Born again.) Hänssler, Neuhausen-Stuttgart, 1990, ISBN 3-7751-1377-0
- Loving God. Zondervan, 1997
- Burden of Truth: Defending the Truth in an Age of Unbelief. Tyndale House, 1998
- Die Gemeinde als Selbstbedienungsladen zum Glück? Zurück zur Gemeinde als Leib Christi (Original: The Body) Hänssler, Holzgerlingen, 1999, ISBN 3-7751-3282-1
- How Now Shall We Live? Tyndale House, 1999
- - Ellen Vaughnnal: Being the Body. Thomas Nelson, 2004 (erweiterte Auflage von The Body)
- - William A. Dembskivel: The Design Revolution: Answering the Toughest Questions About Intelligent Design. InterVarsity Press, 2004
- - Harold Fickettel: The good life. Tyndale, 2005
- Lies that go unchallenged in Media and Government. Tyndale, 2005
- God & Government: An Insider's View on the Boundaries Between Faith & Politics. Zondervan, 2007

## Film
Colson Fehér Házi tanácsadói munkájának, keresztény hitre térésének és börtönbüntetésének történetét Irving Rapper 1978-ban filmre vitte Born Again címmel. Charles Colson szerepét Dean Jones, feleségét, Pattyt, Anne Francis alakította. Harold Hughes volt szenátor maga játszotta a szerepét. A film mély és hiteles erővel hordozza a keresztény örömüzenetet, német nyelvterületen Der Berater címmel jelent meg.

## Fordítás
Ez a szócikk részben vagy egészben  a   Charles Colson című német Wikipédia-szócikk ezen változatának fordításán alapul.  Az eredeti cikk szerkesztőit annak laptörténete sorolja fel. Ez a jelzés csupán a megfogalmazás eredetét és a szerzői jogokat jelzi, nem szolgál a cikkben szereplő információk forrásmegjelöléseként.